# Psathyropus nigra
Psathyropus nigra is een hooiwagen uit de familie Sclerosomatidae.